# Épsilon Indi
Épsilon Indi (ε Ind) es una estrella ubicada en la pequeña constelación de Indus (el indio) cerca de la Pequeña Nube de Magallanes. De magnitud aparente +4,69, es la sexta estrella más brillante de su constelación.
Situada a 11,8 años luz de distancia de la Tierra, es una de las 20 estrellas más cercanas al sistema solar. Se piensa que forma parte de una asociación estelar que lleva su nombre y que incluye al menos 16 estrellas.

## Características
Épsilon Indi es un sistema binario, cuya componente principal, Épsilon Indi A, es una enana naranja de tipo espectral K5V.
Épsilon Indi A tiene una temperatura efectiva de 4620 K y su luminosidad equivale a un 22 % de la luminosidad solar.
Su radio es un 25 % más pequeño que el radio solar y, al igual que el Sol, presenta actividad cromosférica.
Tiene un período de rotación de 23 días, siendo su velocidad de rotación proyectada de 0,7 km/s; su eje de rotación está inclinado 26° respecto al plano del cielo.
Su masa es aproximadamente igual al 70 % de la masa solar y es considerada una estrella del disco fino.
Muestra una metalicidad inferior a la solar ([Fe/H] = -0,20).
Silicio, calcio, cromo y sodio son igualmente menos abundantes que en nuestra estrella, mientras que los contenidos de titanio y vanadio son más elevados ([V/H] = +0,36).

## Compañera subestelar
En 2003 se anunció el descubrimiento de una enana marrón, Épsilon Indi B, a una distancia de al menos 1500 UA de la estrella principal.
Fue descubierta gracias al rápido movimiento propio en el cielo que tiene este sistema estelar: en 400 años se mueve una distancia igual al tamaño de la Luna, lo que indicaba que estaba muy cerca a nosotros. Para este descubrimiento los astrónomos combinaron imágenes fotográficas digitalizadas de archivo, comparándolas con imágenes recientes del catálogo Two Micron All Sky Survey (2MASS). La confirmación se realizó con la cámara infrarroja SOFI del telescopio de 3,6 m Telescopio de Nueva Tecnología (NTT) del ESO, en el Observatorio de La Silla (Chile).
Épsilon Indi B tiene una masa entre 40 y 60 veces la masa de Júpiter y una luminosidad de solo un 0,002 % de la luminosidad solar.
Meses después de su descubrimiento, se descubrió que Épsilon Indi B es a su vez un sistema binario compuesto por dos enanas marrones, separadas entre sí 2,1 UA. La más masiva de ellas, Épsilon Indi Ba, está clasificada de tipo espectral T1, mientras que Épsilon Indi Bb está clasificada de tipo T6. Sus masas respectivas son 47 y 28 veces mayores que la masa de Júpiter y sus temperaturas se estiman en 1250 y 850 K.